# Abel Kingué
Abel Kingué, né en 1924 à Fokoué et mort le 16 avril 1964, est un dirigeant politique lors de la lutte pour l'indépendance du Cameroun.

## Biographie

### Enfance et débuts
Abel Kegne (nom de naissance) est né à Fokoué, près Bamendjou dans le département de la Menoua, province de l'Ouest, au Cameroun en 1924  . Il a quitté la maison tôt et est allé vivre à Dschang avec Mathieu Yamdjeu, un ami de son père. Il est devenu un ramasseur de balle au club de tennis. Il est remarqué et inscrit à l’école. Il a étudié à Dschang, Bafang, Nkongsamba, puis à l'école d'infirmiers d'Ayos. 

### Militant de l'UPC au Cameroun
En 1947, Abel Kingué travaille dans un grand magasin à Douala, où il a rencontré Robert Ekwalla. Tous deux sont devenus des militants de l'Union des syndicats confédérés du Cameroun (USCC). En avril 1950, il quitte le magasin et rejoint le personnel de l'Union des populations du Cameroun (UPC) lors de son premier congrès à Dschang. En 1951, à Nkongsamba, il dénonce publiquement les machinations politiques du prince Ndoumbe Douala Manga Bell. Il démontre qu'il a de grandes compétences d'orateur, de fortes convictions idéologiques et une grande capacité de travail et d'organisation. Il est réélu vice-président de l'UPC en septembre 1952 lors de son deuxième congrès à Eséka. Il a également été rédacteur en chef de l'organe de l'UPC, la Voix du Cameroun .
Abel Kingué était l'un des fondateurs de la Jeunesse Démocratique du Cameroun - JDC. En décembre 1953, il représente le JDC aux Nations unies. À son retour, lors de son voyage de rapport, il a été attaqué à Mbouroukou, près de Melong, grièvement blessé et laissé pour mort. Il récupère et, en avril 1954, se porte candidat à l'Assemblée territoriale du Cameroun (Assemblée territoriale du Cameroun - ATCAM). Malgré sa grande popularité, l'administration coloniale déclare qu'il est vaincu .
En avril et mai 1955, l’UPC a tenu une série de réunions, distribué des tracts et organisé des grèves.  Le 18 avril 1955, le domicile de Kingué, ainsi que ceux des dirigeants de l'UPC, Ruben Um Nyobé et Jacques Ngom, ont été pillés et incendiés.  Le 25 mai 1955, la police a ouvert le feu sur des manifestants à Loum, à Douala, à Yaoundé, à Ngambé et ailleurs. La nuit suivante, la police a saccagé et incendié le siège de l'UPC dans le quartier de New Bell à Douala. Il y avait peut-être 5 000 victimes des violences à la fin du mois de mai.  Le 13 juillet 1955, le gouvernement français a dissous l'UPC par décret. La plupart des dirigeants de l'UPC se sont installés à Kumba, dans le Sud-Ouest du Cameroun, administré par le Royaume-Uni, pour éviter d'être emprisonnés par le pouvoir colonial. 

### Exil et mort
Le 28 janvier 1956, l'UPC a exposé sa position dans une déclaration à la presse internationale signée de Félix-Roland Moumié (président), Ruben Um Nyobe (secrétaire général) et des deux vice-présidents, Ernest Ouandié et Abel Kingué. Ils ont appelé à la réunification des zones sous administration française et britannique en tant qu'État indépendant.  Abel Kingué a présidé une importante réunion du JDC les 8 et 9 novembre 1956 à Kumba. Il a été attaqué et laissé pour mort par des commandos français qui tentaient de tuer les dirigeants de l'UPC.  En juillet 1957, sous la pression des Français, les autorités britanniques du Cameroun méridional ont déporté les dirigeants de l'UPC à Khartoum, au Soudan. Ils se sont ensuite rendus au Caire, en Égypte, à Conakry, en Guinée et enfin à Accra, au Ghana.  Souffrant d'hypertension artérielle, Kingué mène une vie tranquille en exil. 
Le 6 septembre 1962, les dirigeants de l'UPC en exil se sont réunis à Accra chez Ndeh Ntumazah et ont décidé d'exclure la « clique pénale de Woungly » du secrétariat administratif.  À dix heures du soir, alors que les participants étaient sur le point de partir, une bombe a explosé sans causer de blessure. Les autorités ghanéennes ont jeté en prison tous les dirigeants de l'UPC. En octobre, ils ont libéré Massaga, Tchaptchet et Ntumazah, mais ont maintenu Abel Kingué en prison.  Le 13 septembre 1962, l'UPC a organisé sa première Assemblée populaire sous maquis à Mungo, où le comité révolutionnaire a été nommé. Le comité était présidé par Ernest Ouandié. Les autres membres étaient Abel Kingué, Michel Ndoh, Ndongo Diyé, Osendé Afana, Nicanor Njiawe et Woungly-Massaga. 
Un leadership à deux têtes était théoriquement en place, avec Abel Kingué à la tête des exilés du Ghana et Ernest Ouandié dans le maquis. L'organisation fonctionnait mal en raison de problèmes de communication et de la scission sino-soviétique. L'année suivante, il se sépara, Abel Kingué et Osendé Afana s'alliant avec Ntumazah et s'opposant aux autres dirigeants. 
 Abel Kingué est resté emprisonné à Accra jusqu'en juillet 1963. Après sa libération, son état de santé s'est progressivement détérioré, avec des complications telles que des troubles du comportement. Lors d’une mission à Alger, son état s’est soudainement détérioré. Ahmed Ben Bella, président de l'Algérie, a organisé son transport par avion au Caire, où il est décédé le 16 avril 1964.  Il était le seul dirigeant de l'UPC à ne pas être mort de violence.